# Helmut Zimmermann (Zoologe)
Helmut Zimmermann (* 22. März 1926 in Danzig) ist ein deutscher Architekt, Naturschützer und Herpetologe.

## Leben
Nach Immatrikulation in Architektur an der Technischen Hochschule Danzig (1944) und Kriegsdienst erlernte Helmut Zimmermann 1946 das Maurerhandwerk und studierte Bauingenieurwesen und Architektur an der Staatsbauschule (Hochschule für Technik) Stuttgart mit Abschluss Staatsexamen (Dipl.-Ing. (FH)) im Jahr 1954. Anschließend gründete er ein eigenes Architekturbüro und arbeitete bis 1988 als freier Architekt. Bereits ab 1974 unternahm er viele Studienreisen in die Tropen und widmete sich der Zoologie (Herpetologie) und dem Naturschutz, oft mit Hilfe elektrotechnischer Methoden (Akustik, Video, Vermessung). Er veröffentlichte etwa 200 populäre und wissenschaftliche Arbeiten, generierte viele Ausstellungen (z. B. den madagassischen Stand auf der Weltausstellung EXPO 2000), CDs, Video- und Fernsehfilme (ZDF, 3SAT, ARTE und TV-Madagasikara (11/12 2013)). Er ist als Mitglied (auch Beirat und Gutachter) bei mehreren wissenschaftlichen und ähnlichen Gesellschaften teils bis heute tätig.

## Wirken
Als Freier Architekt entwarf und baute er ab 1954 bis 1988 in und um Ludwigsburg und Stuttgart Ein- und Mehrfamilienhäuser, Lichtspieltheater, Industrie-, Verkaufs- und Bankgebäude (z. B. 1966 die Bank der Deutschen Bundesbahn in Stuttgart DVKB).
Seit 1974 beschäftigte sich Zimmermann mit Zucht, Erhaltung und Schutz der tropischen Anurenfauna, insbesondere mit den bunten Pfeilgiftfröschen der Familie Dendrobatidae. Er unternahm 1984–1988 drei Studienreisen nach Ecuador (teilweise finanziert von der Deutschen Forschungsgemeinschaft (DFG)) und veröffentlichte viele Forschungsergebnisse über ihr Verhalten. 1988 beschrieb er zusammen mit seiner Tochter Elke Zimmermann eine neue Art (Dendrobates variabilis) und eine neue Gattung (Phobobates) dieser Familie und trug zu neuen Erkenntnissen der Evolution der Anurenfamilie Dendrobatidae bei.
1988 gründete Helmut Zimmermann die erste Arbeitsgruppe der Deutschen Gesellschaft für Herpetologie und Terrarienkunde (DGHT) zusammen mit Elke Zimmermann und Karl-Heinz Jungfer (DGHT-AG-ANUREN) mit Schwerpunkt Biotopschutz (ca. 120 nationale und internationale Fachleute). 1997 erfolgte die Gründung der eigenen Stiftung „Natur- und Artenschutz in den Tropen“ (NAT) zusammen mit Peter Wüst. 1994–2002 erarbeitete Zimmermann Studien zur Aufnahme des Goldfröschchens Mantella aurantiaca in den Anhang II des Washingtoner Artenschutzabkommens (mit Unterstützung des Bundesamtes für Naturschutz, Bonn) und stellte einen weiteren Antrag mit der madagassischen Regierung auf Unterschutzstellung des 8400 Hektar großen Moor-Regenwaldgebietes Torotorofotsy bei Andasibe, um es als 4. Feuchtgebiet Madagaskars auszuweisen. Es wurde im Februar 2005 in die Internationale Liste RAMSAR der UNESCO aufgenommen. 2000 erhielt er die Einladung des madagassischen Umweltministeriums zur Gestaltung des Ausstellungsstands Madagaskar für die Weltausstellung „EXPO 2000“ in Hannover mit Vorstellung seines NAT-Projekts. 2001 erfolgten von ihm Untersuchungen mit Antrag (aufgrund der Kooperationsverträge der Stiftung NAT mit der Universität Antananarivo und der Direction Générale des Eaux et Forets, Madagascar) zum Schutz des „Drachenbaum-Regenwaldgebiets Maromiza“. Der Antrag wurde 2001 als Naturschutzgebiet genehmigt; daraufhin erfolgte die Einweihung durch den deutschen Botschafter in Madagaskar, Behr (Pilotprojekt zur Umsetzung der Konvention von RIO 1992). In der Stuttgarter Wilhelma stellte Zimmermann die Projekte der Stiftung NAT vom 19. Juni bis 22. September 2002 als Ausstellung „Madagaskar – Insel der tropischen Kostbarkeiten“ vor, in Madagaskar 2003 in einer Ausstellung in der Nationalbibliothek der Hauptstadt Antananarivo. Fernsehfilme über die Arbeit der NAT von ZDF, Arte und 3SAT in Deutschland und TV-Madagasikara entstanden 2003.

## Auszeichnungen und Förderungen
- Der Nationalorden Madagaskars, Ordre National de la République de Madagascar im Range des Ritters, wurde Zimmermann für den Schutz und die Erhaltung der einzigartigen madagassischen Artenvielfalt am 31. März 2004 vom Staatspräsidenten Madagaskars verliehen und vom Senatspräsidenten in der madagassischen Botschaft Falkensee/Berlin überreicht.[13][14]
- Finanzielle Förderungen erfolgten durch Conservation International (CI), Stiftung Entwicklungs-Zusammenarbeit Baden-Württemberg (SEZ) und viele andere Sponsoren.

## Schriften
- 1988, mit Elke Zimmermann: Etho-Taxonomie und zoogeographische Artengruppenbildung bei Pfeilgiftfröschen (Anura: Dendrobatidae). In: Salamandra, Band 24, 1988, S. 125–160 (online).
- 1989: Conservation studies on the ‘dart-poison’ frogs (Dendrobatidae) in the field and in captivity. In: International Zoo Yearbook, Band 28, 1989, ISSN 1748-1090, S. 31–44 (Abstract, abgerufen am 13. Juni 2020).
- 1993: Gutachten zum Gefährdungsstatus und zur Aufnahme von Mantella aurantiaca (madagassisches Goldfröschchen) im Anhang II des Washingtoner Artenschutzübereinkommens für Antrag der Bundesregierung Deutschlands auf der Vertragsstaatenkonferenz in Fort Lauderdale, Florida, USA, 1994, in Kooperation mit Bundesamt für Naturschutz und DGHT.
- 1996: The origin of the Madagasy “Mantella”. In: Wilson R. Lourenco (ed.): Biogéographie de Madagascar. Actes du Colloque international biogéographie de Madagascar, Société de biogéographie, ORSTOM, Paris, du 26 au 28 septembre 1995. ORSTOM, Paris 1996, ISBN 2-7099-1324-0, S. 385–396.
- 1998: Unternehmen Goldfröschchen – ein Fallbeispiel für nachhaltig-naturverträgliche Nutzung. In: Dietrich Jelden (Hrsg.): Nachhaltige Nutzung. Referate und Ergebnisse des gemeinsamen Symposiums des Bundesamtes für Naturschutz (BfN) und des Bundesverbandes für fachgerechten Natur- und Artenschutz (BNA) in der Internationalen Naturschutzakademie Insel Vilm vom 22. bis 24. Oktober 1997. Landwirtschaftsverlag, Münster 1998, ISBN 3-89624-612-7.
- 2000: Coopération Germano-Malgache pour la conservation de la biodiversité sous considération du développement durable en accord avec la nature. Projet Andasibe, Région Est de Madagascar. In: Deutsch-Madagassische Gesellschaft e.V. (Hrsg.): Madagascar. Perspectives de Développement – Croissance de la Population et Croissance Economique contre de la Nature. LIT Verlag, Münster/Hamburg/London 2000, ISBN 3-8258-4807-8, S. 217–229, 317–322.